# Andrzej Zieliński (dziennikarz)
Andrzej Antoni Zieliński (ur. 13 maja 1939 w Warszawie, zm. 8 sierpnia 2023 tamże) – polski dziennikarz i pisarz, doktor nauk politycznych. Autor książek dotyczących historii średniowiecznej Polski i Europy. Od 1996 do 2022 członek Jury Ogólnopolskiego Konkursu "Modernizacja Roku & Budowa XXI w." Współpracował z Konkursem od jego pierwszej edycji.

## Życiorys
W 1961 ukończył studia na Wydziale Dziennikarstwa Uniwersytetu Warszawskiego, w 1985 obronił pracę doktorską z nauk politycznych. W latach 1961–1973 pracował w „Sztandarze Młodych”, m.in. jako kierownik działu społeczno-politycznego, w latach 1971–1980 był sekretarzem redakcji, a następnie zastępcą redaktora naczelnego w „Walce Młodych”. W latach 1981–1991 pracował jako komentator ekonomiczny w „Rzeczpospolitej”. Od 1991 był redaktorem naczelnym „Rynków Zagranicznych”. Ponadto współpracował z „Kulturą”, „Perspektywami”, „Gazetą Krakowską” i „Polityką”. 
W latach 1961–1981 członek Stowarzyszenia Dziennikarzy Polskich, m.in. w latach 1969–1971 był członkiem zarządu SDP, następnie członek Stowarzyszenia Dziennikarzy PRL (1982–1990) i Stowarzyszenia Dziennikarzy Rzeczypospolitej Polskiej (od 1990), w latach 1963–1990 członek Polskiej Zjednoczonej Partii Robotniczej. Laureat wielu nagród dziennikarskich. 
W 2000 odznaczony Krzyżem Kawalerskim Orderu Odrodzenia Polski.

## Publikacje książkowe
- Tajemnice polskich templariuszy[3], Wydawn. Bellona, Warszawa 2003.
- Tajemnice polskich templariuszy, wyd. II rozszerzone Wydaw. Rytm 2013; wyd. III 2018.
- Malta 1565[3], Wydawn. Bellona, Warszawa 2004 (seria „Historyczne bitwy”); wyd. II Bellona 2015.
- Opat krzyżowców. Św. Bernard[3], Wydawn. Bellona, Warszawa 2005.
- Początki Polski. Zagadki i tajemnice[3], Wydawn. Bellona, Warszawa 2007; wyd. II 2015.
- Przekleństwo tronu Piastów[3], Wydawn. Klub dla Ciebie (Bauer-Weltbild Media), Warszawa 2007.
- Przekleństwo tronu Piastów, wyd. II rozszerzone Wydaw. Rytm 2013; wyd. III Wydaw. Rytm 2019 (ISBN 978-83-739-9545-1)
- Polskie legendy, czyli jak to mogło być naprawdę[3], Wydawn. Świat Książki 2009.
- Władysław Łokietek. Niezłomny czy nikczemny?, Wydawn. Klub dla Ciebie (Bauer-Weltbild Media), Warszawa 2010.
- Oskarżony Jan Długosz, Wydawn. Świat Książki (Grupa Wydawn. Weltbild Media), Warszawa 2011.
- Król apostata. Największa tajemnica polskiego średniowiecza[3], Wydawn. Racjonalista, Wrocław 2011.
- Pierwsze stulecie Polski, Wydawn. Bellona 2013 /rozszerzona wersja Początków Polski/.
- Skandaliści w koronach. Łotry, rozpustnicy i głupcy na polskim tronie, Prószyński i S-ka, Warszawa 2013.
- Miecze wikingów, Wydawn. Rytm 2014.
- Rycerze krzyża i miecza, Wydawn. Rytm 2015; wyd. II 2020.
- Sarmaci, katolicy, zwycięzcy. Kłamstwa, przemilczenia i półprawdy w historii Polski, Prószyński i S-ka, Warszawa 2015.
- Książęta warszawskich ulic, Wydawn. Rytm 2016.
- Miecz i habit, Wydawn. Rytm 2016.
- Czy smok wawelski był człowiekiem? Historia polskich legend, /wyd. II rozszerz. Polskich legend/, Rytm 2016.
- Żony, kochanki, damy, intrygantki. Niezwykłe kobiety u boku naszych władców, 2017.
- Wyklęty król. Największa tajemnica polskiej historii, 2018 (ISBN 978-83-7399-779-0).
- Wielkie miłości, romanse, zazdrości, 2020.
- Zabić króla, 2020.
- Nieudacznicy, rozpustnicy, szaleńcy. Przemilczane fakty o wielkich Polakach, 2021.